# 佐賀駐屯地
佐賀駐屯地（さがちゅうとんち、JGSDF Camp Saga）は、佐賀県佐賀市川副町の佐賀空港に開設された陸上自衛隊の駐屯地である。開庁は2025年（令和7年）7月9日。

## 概要
本駐屯地は、水陸機動団および同部隊の輸送を担うV-22オスプレイを一体的に運用できる環境を構築するため、2023年（令和5年）6月に着工した。敷地は九州佐賀国際空港と隣接しており、格納庫・駐機場は駐屯地内に建設されているが、航空機の離着陸には同空港の滑走路を利用する。飛行場管制については国土交通省航空局の所管である。
輸送航空隊のV-22は本駐屯地開設以前は木更津駐屯地に暫定配備されていたが、2025年（令和7年）7月9日の開設に合わせて移駐が開始された。また、同じく佐賀県内に所在する目達原駐屯地からも西部方面航空隊等のヘリコプター約50機の移駐が予定されている。
当初は沖縄の負担軽減のため、アメリカ海兵隊の訓練移転先としての活用も計画されていたが、2015年（平成27年）10月29日に中谷元防衛大臣によって取り下げられた。

## 沿革
- 2025年（令和7年）
  - 4月1日：目達原駐屯地に「佐賀駐屯地業務隊準備隊」が新編[10]。
  - 6月27日：佐賀駐屯地を追記した改正自衛隊法施行令が公布[3]。
  - 7月4日：有視界飛行方式により佐賀空港から出発する自衛隊等の航空機の飛行計画の通報（航空法第97 条第2項関連）および到着した自衛隊等の航空機の到着の通知の受理（航空法第98 条関連）に関する権限を国土交通大臣から防衛大臣に委任する政令を公布[11]。

陸上自衛隊佐賀駐屯地
- 2025年（令和7年）
  - 7月9日：佐賀駐屯地が開設[5]。

  1. 輸送航空隊が移駐開始[5]。
  2. 輸送航空隊長が佐賀駐屯地司令に職務指定[12]。
  3. 駐屯地業務隊が佐賀駐屯地に新編[注釈 2]。

  - 8月12日：V-22の17機目となる最後の機体が到着し、輸送航空隊の移駐が完了[13][14]。

## 駐屯部隊

### 陸上総隊隷下部隊
- 第1ヘリコプター団
  - 輸送航空隊

### 西部方面隊隷下部隊
- 西部方面航空隊
  - 西部方面管制気象隊（一部）
- 西部方面システム通信群
  - 第102基地システム通信大隊
    - 第321基地通信中隊
      - 佐賀派遣隊
- 西部方面会計隊
  - 第361会計隊
    - 佐賀派遣隊
- 佐賀駐屯地業務隊

### 防衛大臣直轄部隊
- 警務隊
  - 西部方面警務隊
    - 第134地区警務隊
      - 佐賀連絡班